# Busturi din Ploiești
În municipiul Ploiești, printre statuile și monumentele existente în locurile publice, se află și o serie de busturi ale unor personalități marcante născute în Ploiești sau a căror activitate este strâns legată de acest oraș.

## Bustul lui I. A. Bassarabescu
Scriitorul I. A. Bassarabescu a trăit și a creat în Ploiești. În semn de apreciere ploieștenii au dat unei școli, din zona de vest a orașului, numele său. În curtea acestei școli se găsește bustul lui I. A. Bassarabescu. 

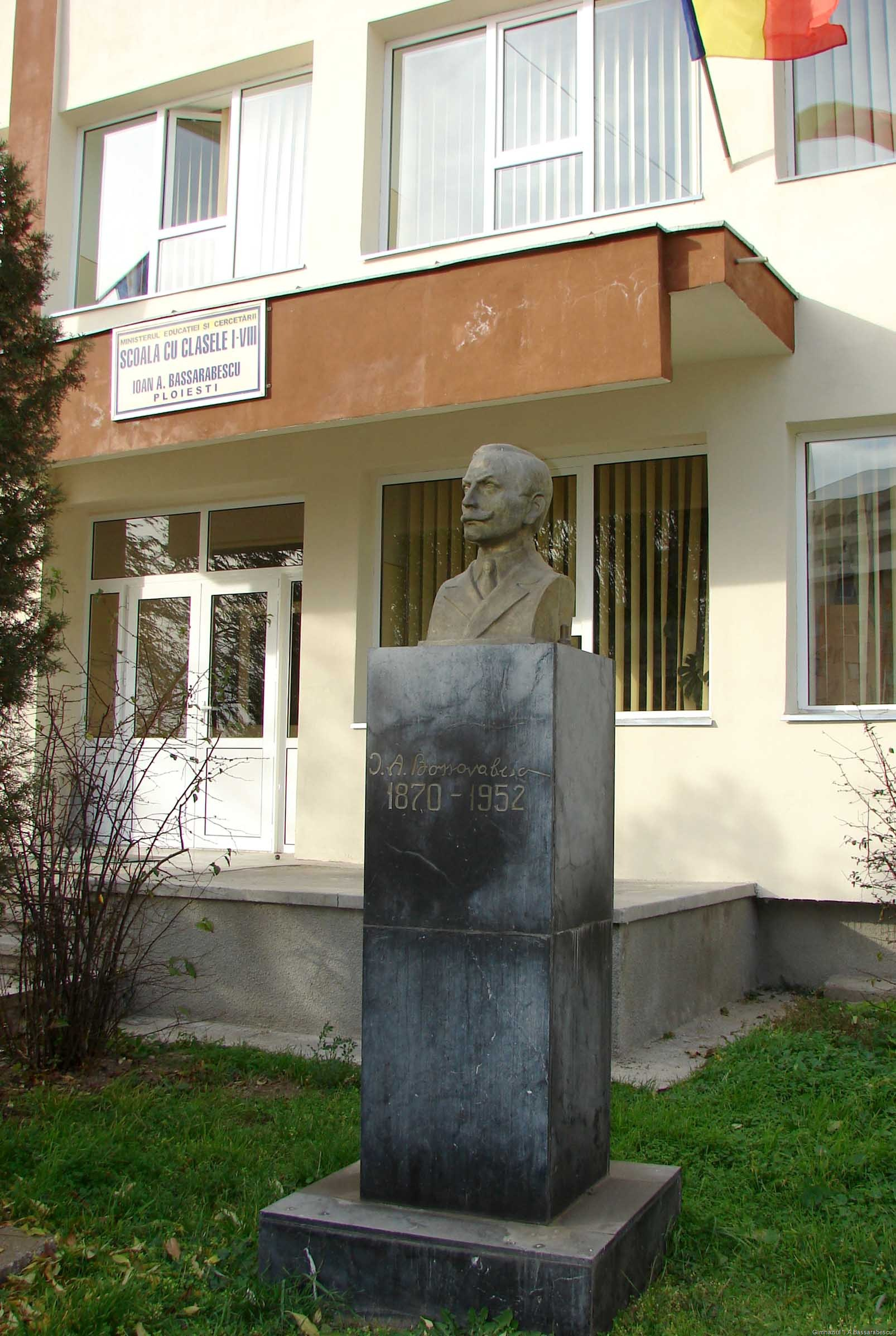
Bustul lui I. A. Bassarabescu

## Bustul lui Ion Luca Caragiale

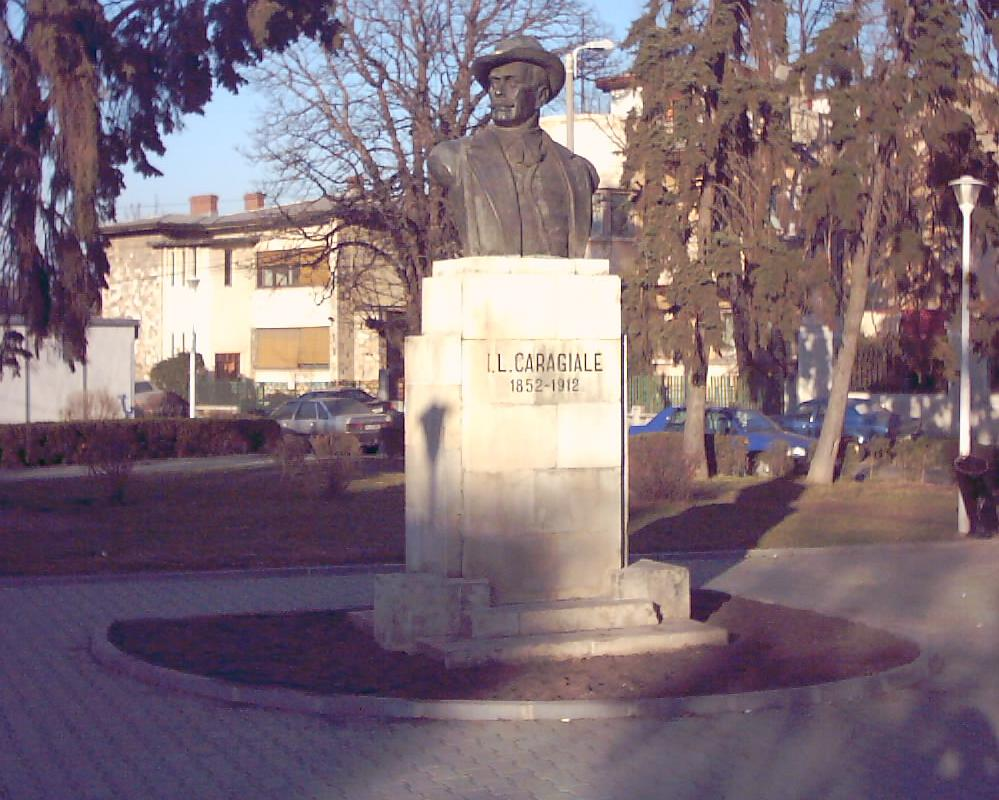
Bustul lui I. L. Caragiale

Născut în 1852 în comuna Haimanale, pe atunci în județul Prahova, Ion Luca Caragiale s-a mutat la Ploiești încă înainte de 1860. Iancu a urmat cursurile primare la Școala nr. l de băieți, având învățători pe care i-a făcut celebri: Zaharia Antinescu, Basil Drăgoșescu și M.I. Georgescu. După un an făcut la un pension particular, el s-a înscris în 1864 în clasa a doua a gimnaziului nou înființat, viitorul Liceu „Sf. Petru și Pavel”, unde, până în 1867, îndrumat de profesori străluciți, a pus bazele solidei sale culturi pe care o va desăvârși ca autodidact. A fost timp de aproape un an funcționar la Tribunalul Prahova, a fost martor al evenimentelor din 1869 și a participat activ la mișcarea antidinastică din 1870. Curând după aceasta, murindu-i tatăl, s-a mutat definitiv la București, trecând însă des și cu plăcere prin Ploiești, oraș care i-a inspirat multe dintre lucrările sale.
Primul bust al lui I.L. Caragiale a fost comandat în preajma celui de-al doilea război mondial, tinerei sculptorițe Letiția Ignat, și a fost instalat în 1938, chiar în fața Liceului „Sf. Petru și Pavel”. Marele scriitor era înfățișat ca un bătrân jovial, cu privirea pătrunzătoare, cu un ușor zâmbet mucalit sub mustața stufoasă. După bombardamentele din 1944, când a fost evacuat, monumentul nu a mai fost instalat în exterior (în prezent, acesta se găsește la muzeul "I.L.Caragiale" ). Cu ocazia centenarului nașterii marelui dramaturg și prozator, a fost comandat de către organele locale, artiștilor Gheorghe Damian și Gheorghe Coman, un bust de proporții mai mari. Soclul, înalt de 3,50 m, din marmură albă, pe o bază mai mare, asimetrică, a fost lucrat de sculptorul Ion Theodor Vidali (1906—1965), în anul 1952, când monumentul a fost terminat și inaugurat.

## Bustul lui Ion Luca Caragiale (2)
Cel de-al doilea bust ploieștean, al marelui dramaturg se află amplasat în curtea Casei Memoriale I.L. Caragiale, din municipiul Ploiești . 

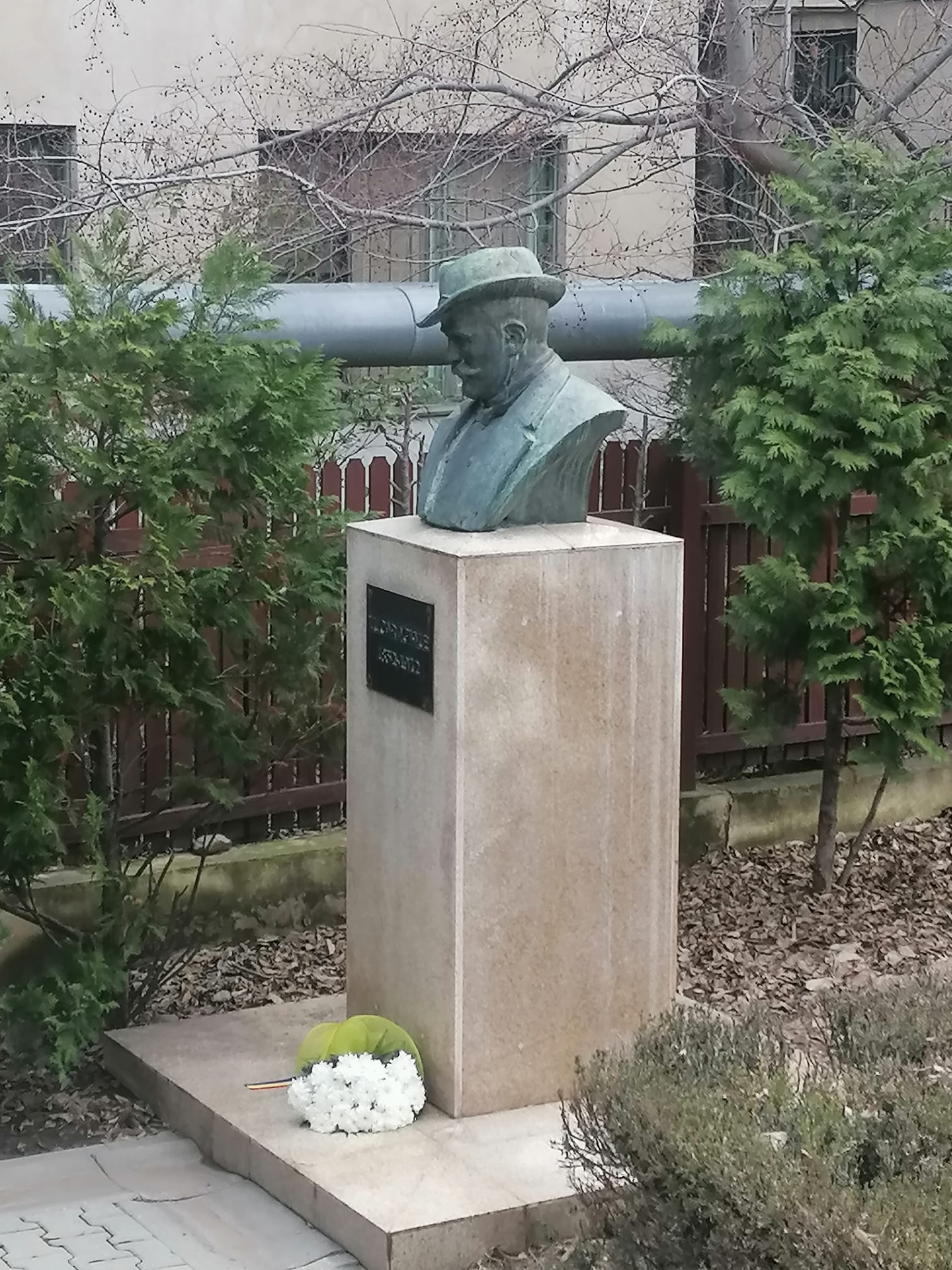
Bust IL Caragiale

## Bustul lui Toma Caragiu
Marele actor ploieștean, Toma Caragiu (1925 - 1977) are un bust amplasat chiar în vecinătatea teatrului ploieștean care îi poartă numele. 

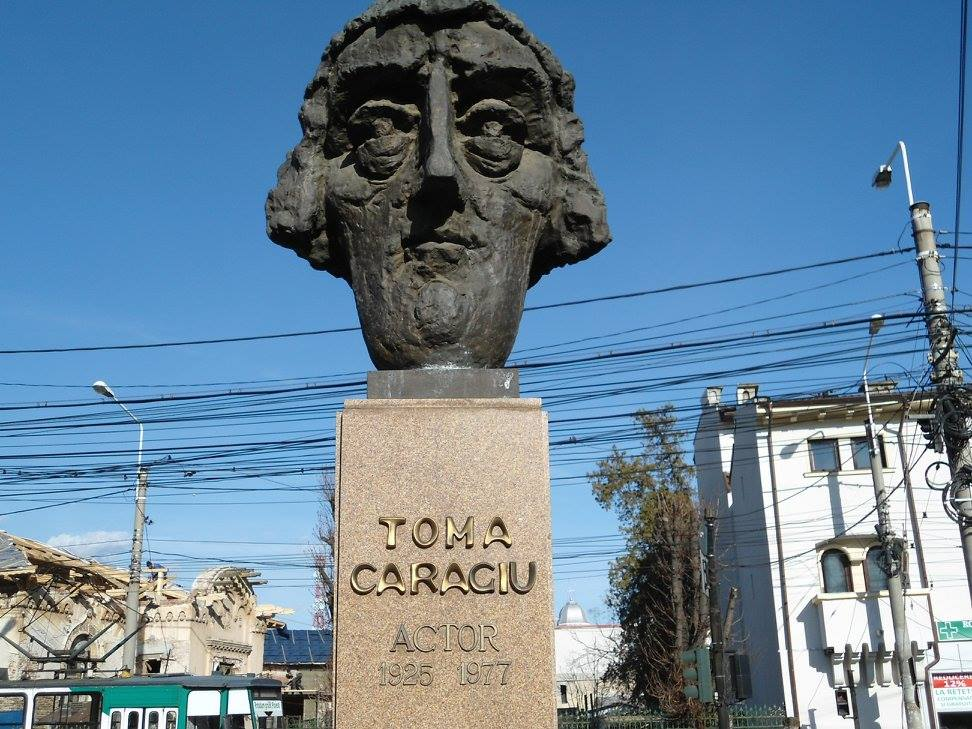
Bustul lui Toma Caragiu

## Bustul lui Paul Constantinescu
Bustul din bronz al compozitorului Paul Constantinescu, a fost realizat de sculptorul George Dumitru, în anul 2001. Se află amplasat în curtea Muzeului Memorial „Paul Constantinescu” din Ploiești. 

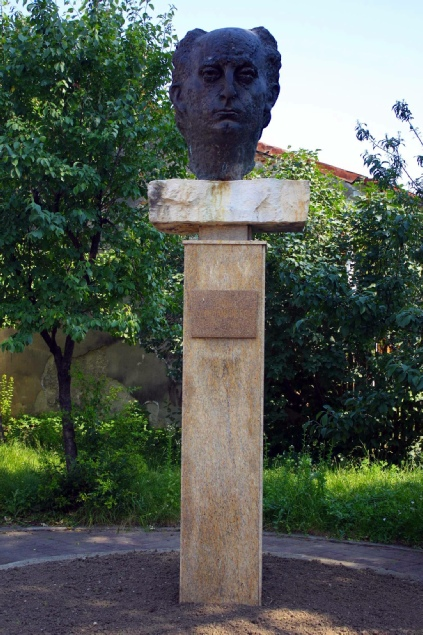
Bust Paul Constantinescu

## Bustul lui Alexandru Ioan Cuza
A fost dezvelit în anul 1959, la centenarul Unirii principatelor române. Se află amplasat în curtea Colegiului Al I. Cuza și este înscris în Lista Monumentelor din România.

## Bustul lui Alexandru Ioan Cuza (2)
Cel de-al doilea bust ploieștean al domnitorului Alexandru Ioan Cuza se află amplasat în curtea Muzeului Județean de Istorie și Arheologie Prahova. 

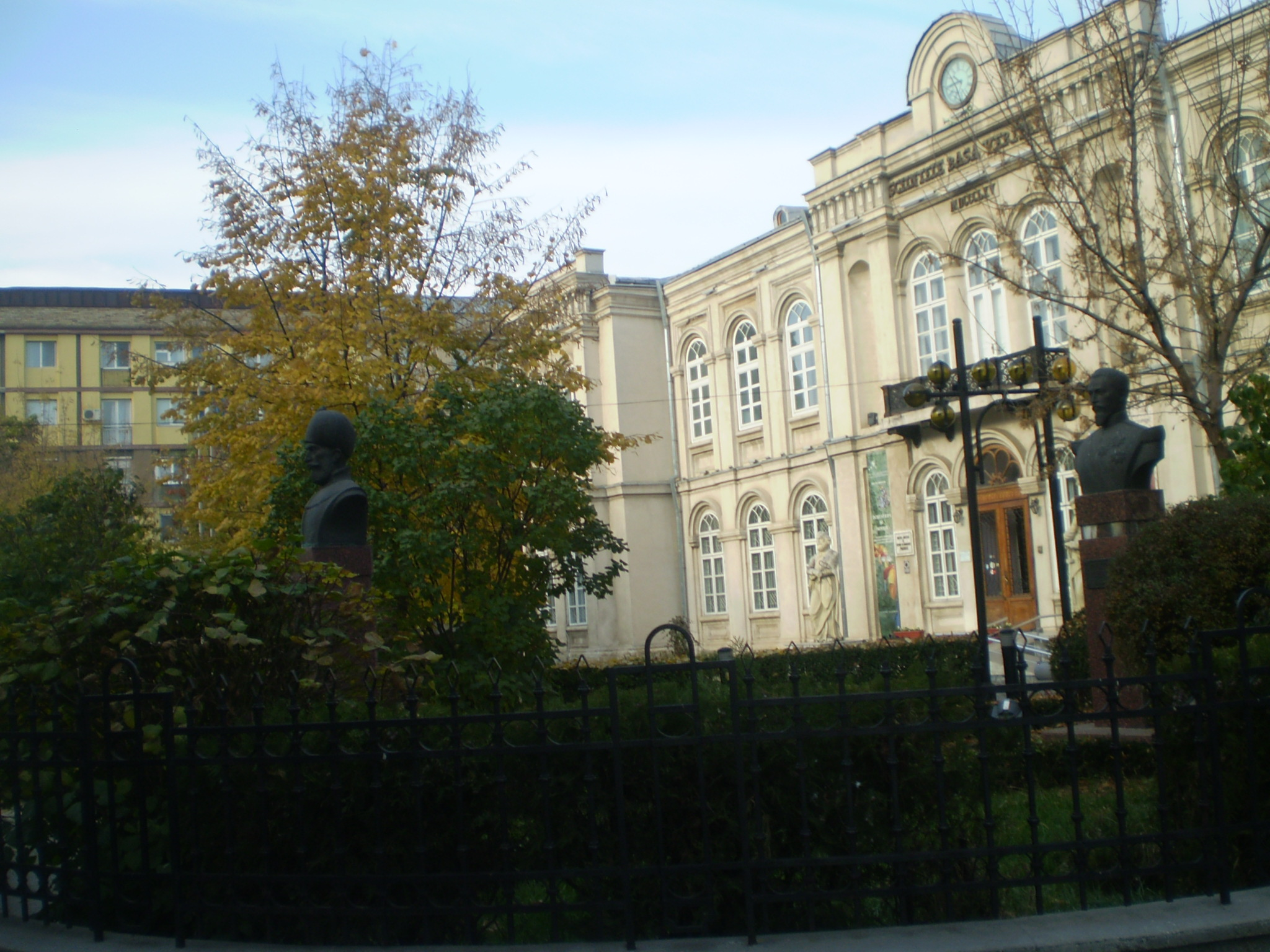
Bustul lui Alexandru Ioan Cuza

## Bustul lui Alexandru Ioan Cuza (3)
Orașul Ploiești este suficient de mare pentru a găzdui trei busturi ale domnitorului Alexandru Ioan Cuza. Cel de-al treilea bust ploieștean al lui Cuza se află amplasat în Piața Eroilor, în fața Primăriei ploieștene. 

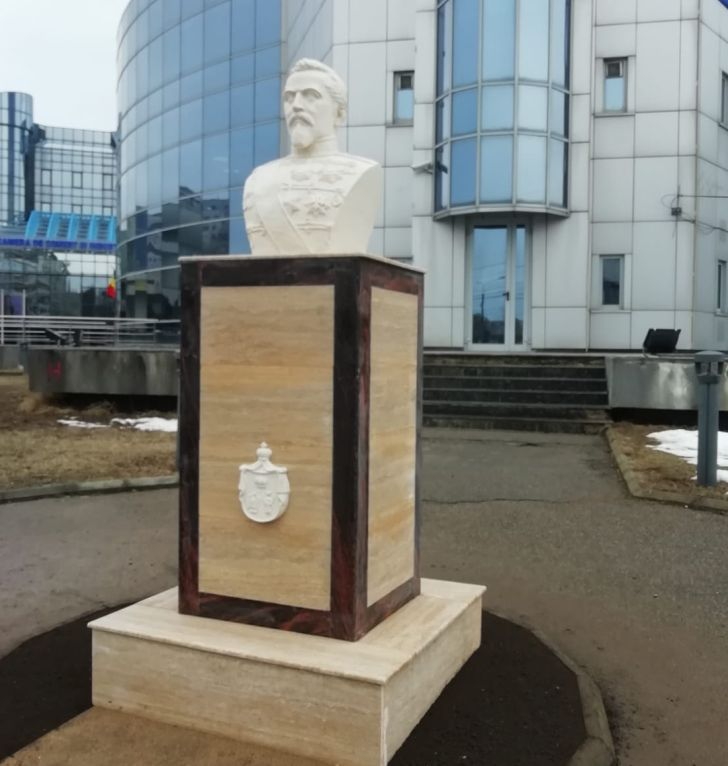
Bust Alexandru Ioan Cuza

## Bustul lui Carol Nicolae Debie
Un ansamblu monumental dedicat ing. prof. dr. Carol Nicolae Debie (1904-1992) - director fondator al Institutului Petrochim și om de cultură - a fost dezvelit la 15 mai 2010, la Ploiești, în curtea sediului Institutului de Proiectări pentru Instalații Petroliere și al companiei Petroconsult SRL. Evenimentul a avut loc în cadrul manifestărilor prilejuite de aniversarea a 60 de ani de la înființarea IPIP S.A. și a 20 de ani de existență a Petroconsult SRL.
Ansamblul cuprinde trei opere de artă realizate de către sculptorul Alfred Dumitriu: un bust al lui Nicolae Debie, un tetraed (forma de cristalizare a atomului de carbon, dar și simbol al Cosmosului) și o fântână cu șapte izvoare, ce simbolizează personalitatea celui care, prin contribuția sa la dezvoltarea a numeroase domenii de activitate, constituie un model pentru generația actuală și pentru generațiile viitoare. Bustul a fost dezvelit de directorul general al Petroconsult și președintele Consiliului de Administratie al IPIP SA, ing. Mircea Labă, și de fostul președinte al României, Emil Constantinescu, pentru care sărbătoarea are o semnificație cu totul aparte: cel omagiat a fost fratele bunicii sale. Peste 100 de persoane au luat parte la eveniment: oameni de știință, oameni de cultură, directori ai unor instituții prahovene, precum Aurelian Gogulescu, președintele Camerei de Comerț și Industrie Prahova, deputatul Marian Săniuță, profesorul Napoleon Antonescu, fostul rector al UPG Ploiești, Constantin Trestioreanu, președintele Societății Culturale "Ploiești Mileniul III", profesorul Alexandru Bădulescu și alții. La eveniment au participat și ambasadori din Macedonia, Qatar, Vietnam, Iran, Azerbaidjan, Nigeria și Bosnia-Herțegovina.

## Bustul lui I. G. Duca
Fostul om politic liberal și prim-ministru al României, I. G. Duca (1879-1933) are un bust în orașul Ploiești. Se află amplasat în parcul din centrul civic, în fața blocului Unirea.

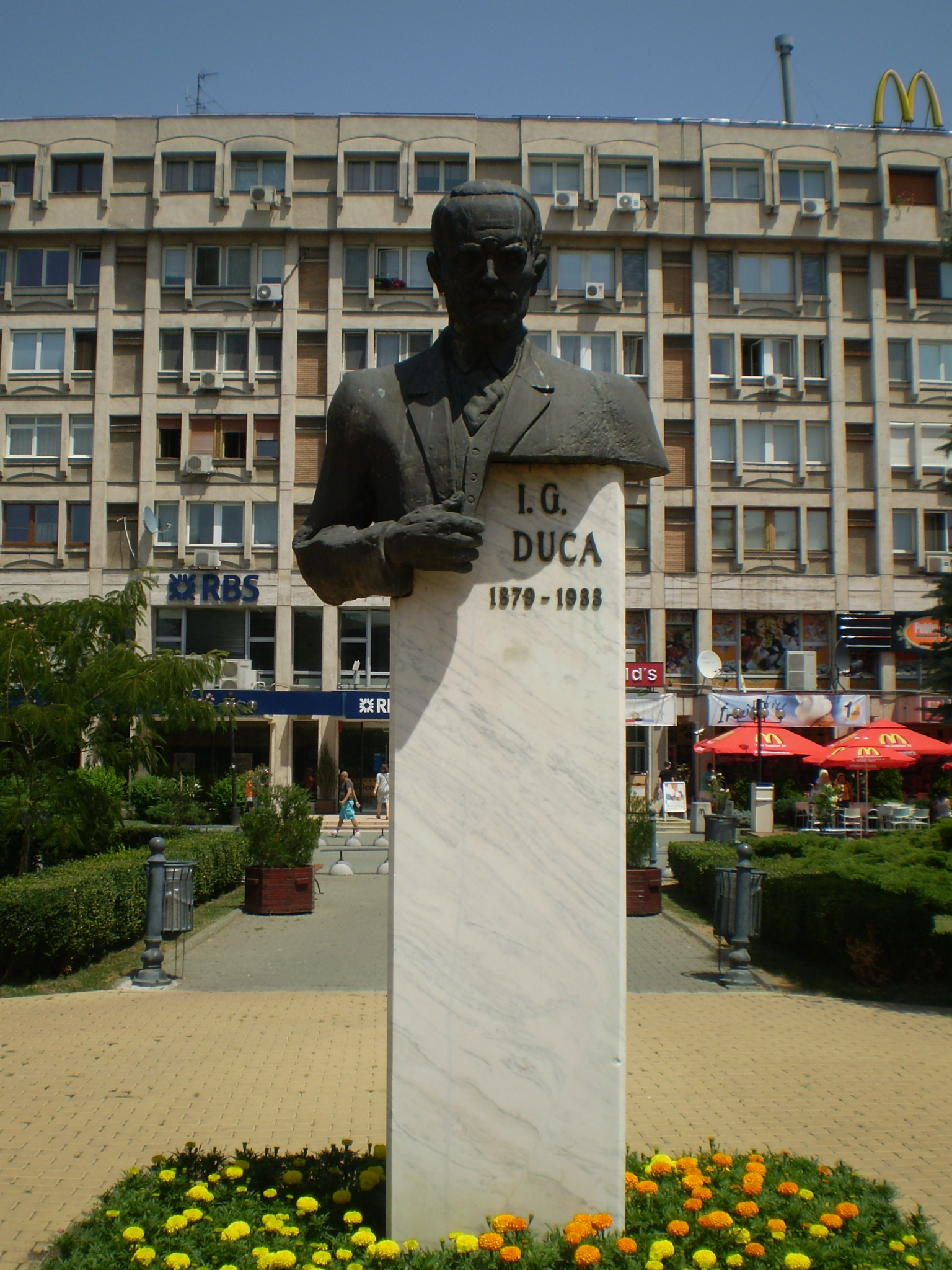
Bust I. G. Duca din Ploiești

## Bustul lui Lazăr Edeleanu
În sudul orașului Ploiești există bustul chimistului Lazăr Edeleanu (1861 - 1941), un bust găzduit de Colegiul Tehnologic Lazăr Edeleanu, fostul Liceu de Chimie Industrial Nr. 4. 

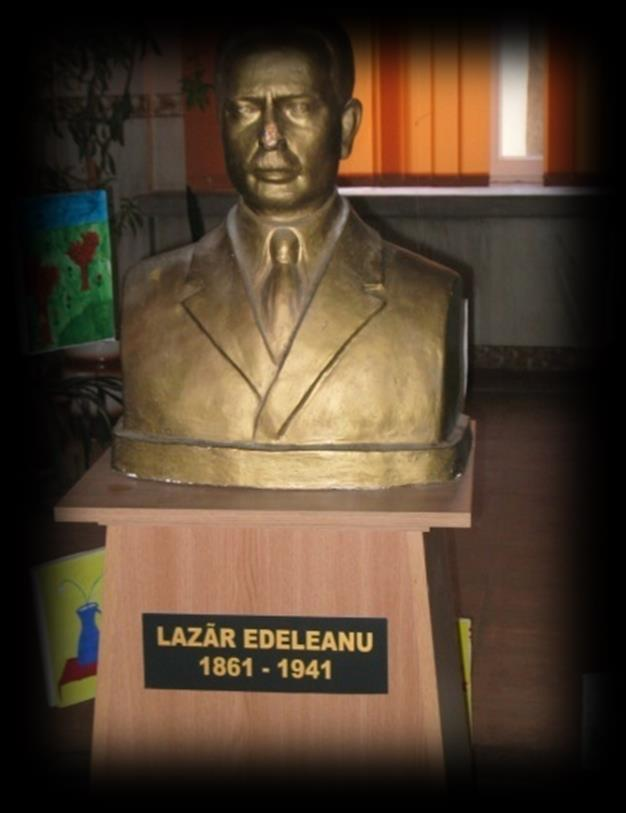
Bust Lazăr Edeleanu

## Bustul lui Mihai Eminescu

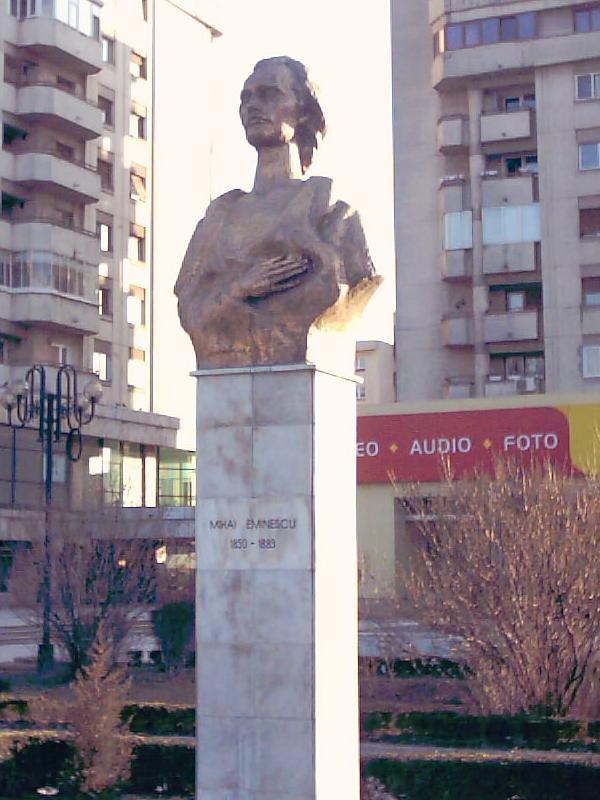
Bustul lui Mihai Eminescu

La 15 iunie 1997 a fost dezvelit în prezența sculptorului autor, a președintelui Academiei Române, a autorităților locale, a unor intelectuali notabili din Capitală și din Ploiești, monumentul lui Mihai Eminescu. Este amplasat pe esplanada din apropierea Casei de Cultura a Sindicatelor Ploiești, într-un loc destul de larg și de aerat pentru ca lucrarea să poată fi ușor vazută.

## Bustul lui Mihai Eminescu (2)
Ascuns în vegetația din curtea Bisericii Maica Precista, din strada Armoniei, nu multă lume știe de existența acestui al doilea bust ploieștean, dedicat marelui poet român. 

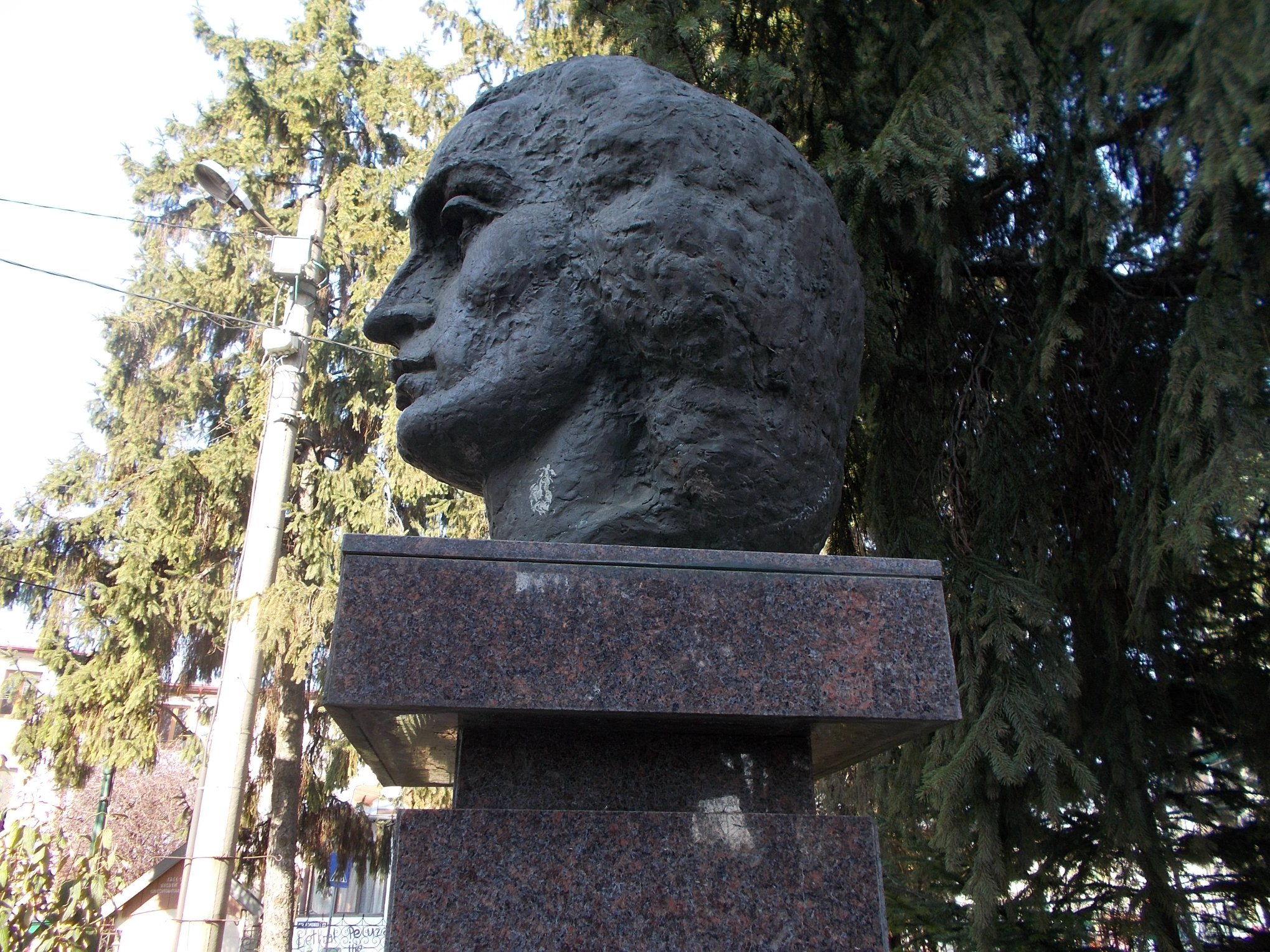
Bust Mihai Eminescu

## Bustul lui Constantin Dobrogeanu-Gherea
Este o operă din anul 1981 a sculptorului Otto Nicolae Kruch și se află amplasat în parcul din fața Halelor Centrale.

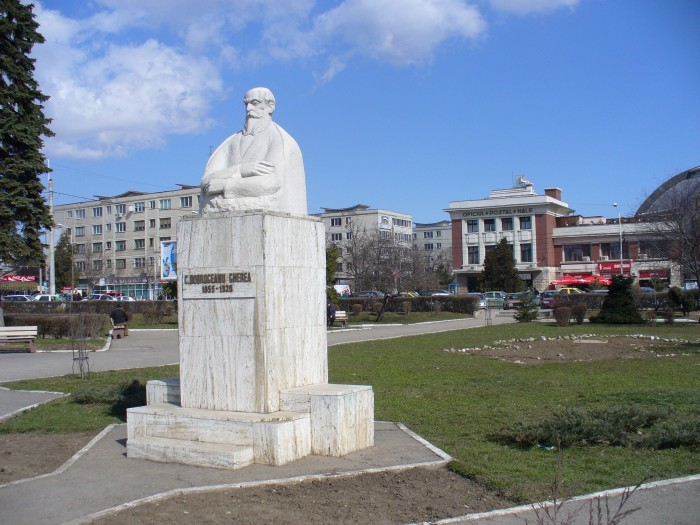
Bustul lui CD Gherea

## Bustul lui Henric al IV-lea
Bustul marelui conducător francez Henri al IV-lea se află amplasat pe Bulevardul Independenței, chiar în fața Colegiului Național Mihai Viteazu din municipiul Ploiești. 

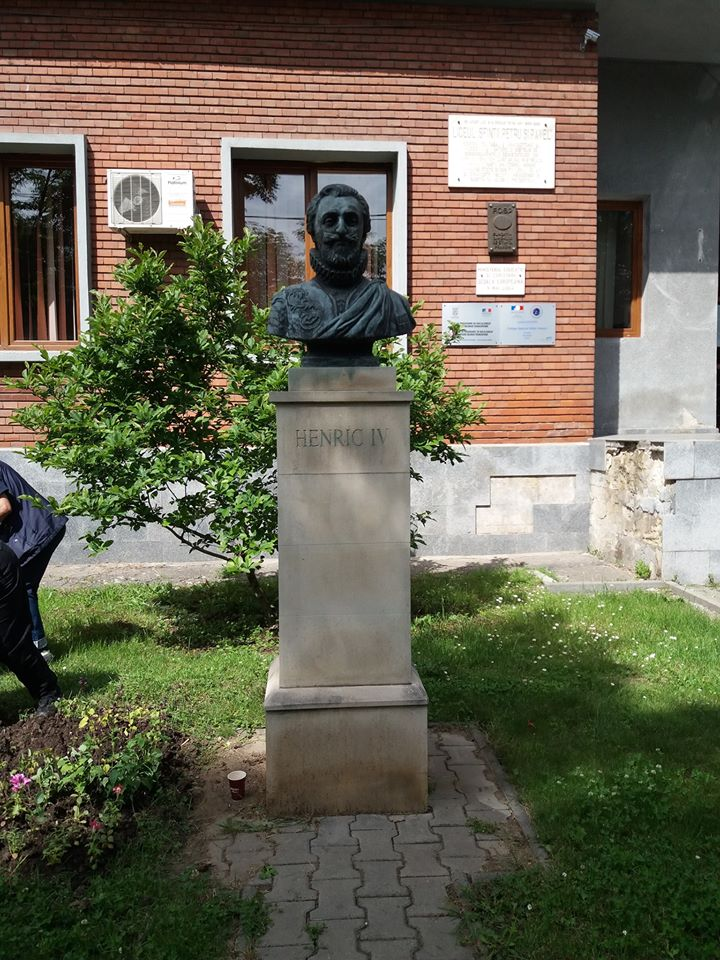
Bust Henric al IV-lea

## Bustul lui Take Ionescu
Take Ionescu (1858-1922) a fost un mare om politic și prim-ministru al României, născut în Ploiești. În semn de apreciere ploieștenii i-au dăltuit un bust la un secol și jumătate de la nașterea sa, în anul 2008. Bustul se află amplasat în fața Bisericii „Sfinții Împărați” din Ploiești.

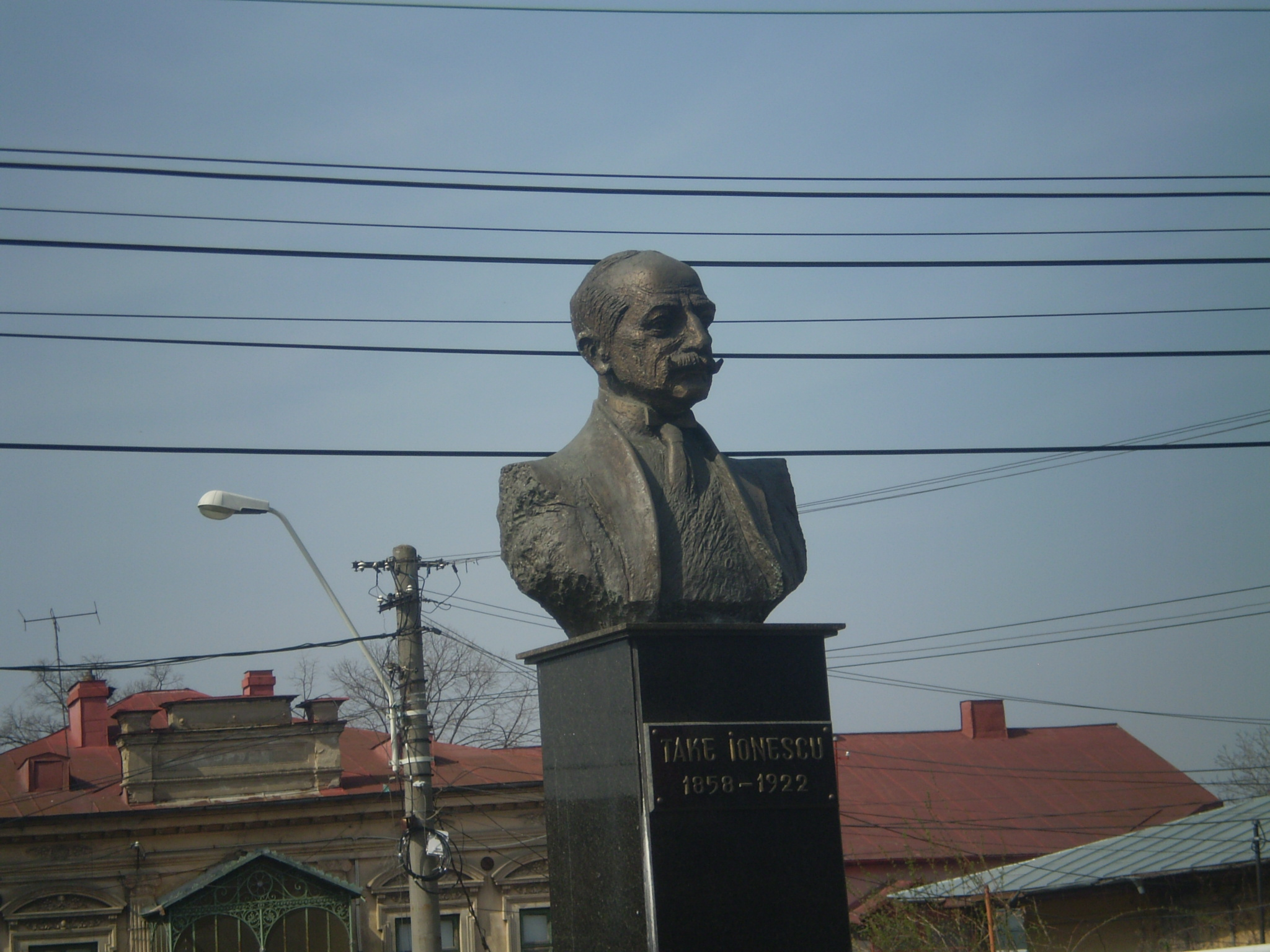
Bustul lui Take Ionescu din Ploiești

## Bustul lui Nicolae Iorga
Savantul și istoricul Nicolae Iorga ((1871 - 1940), are un bust în Ploiești amplasat în parcul din centrul civic. 

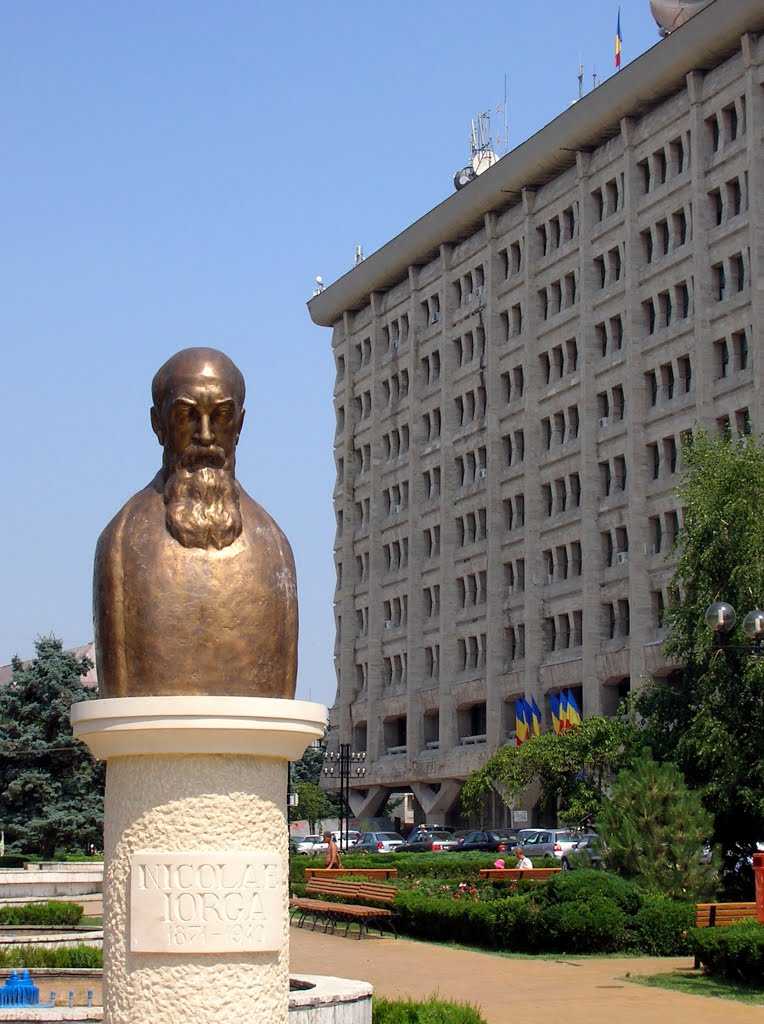
Bustul lui Nicolae Iorga

## Bustul lui Virgil Madgearu
Economistul Virgil Madgearu are un bust amplasat în strada Rudului la numărul 24 în curtea Colegiului Economic, care îi poartă numele.

## Bustul lui Matei Basarab
Matei Basarab domnitor al Țării Românești, are un bust în Ploiești acest bust se găsește amplasat în curtea biserici Sf. Voievozi .

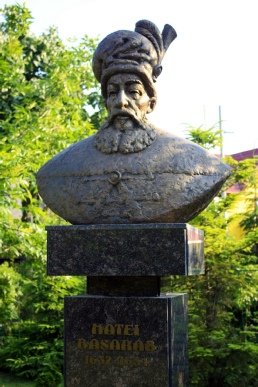
Bust Matei Basarab

## Bustul lui Mihai Viteazul
Marele domnitor Mihai Viteazul, are un bust în orașul pe care l-a ridicat la rang de târg domnesc. Bustul se află amplasat pe Bulevardul Independenței, în fața Colegiului Național Mihai Viteazul.

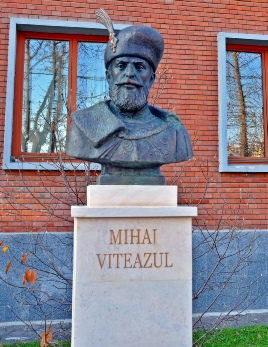
Bust Mihai Viteazul

## Bustul lui Mircea cel Bătrân
Domnitor al Țării Românești, Mircea cel Bătrân are un bust în municipiul Ploiești, amplasat în curtea Muzeului de Istorie și Arheologie. 

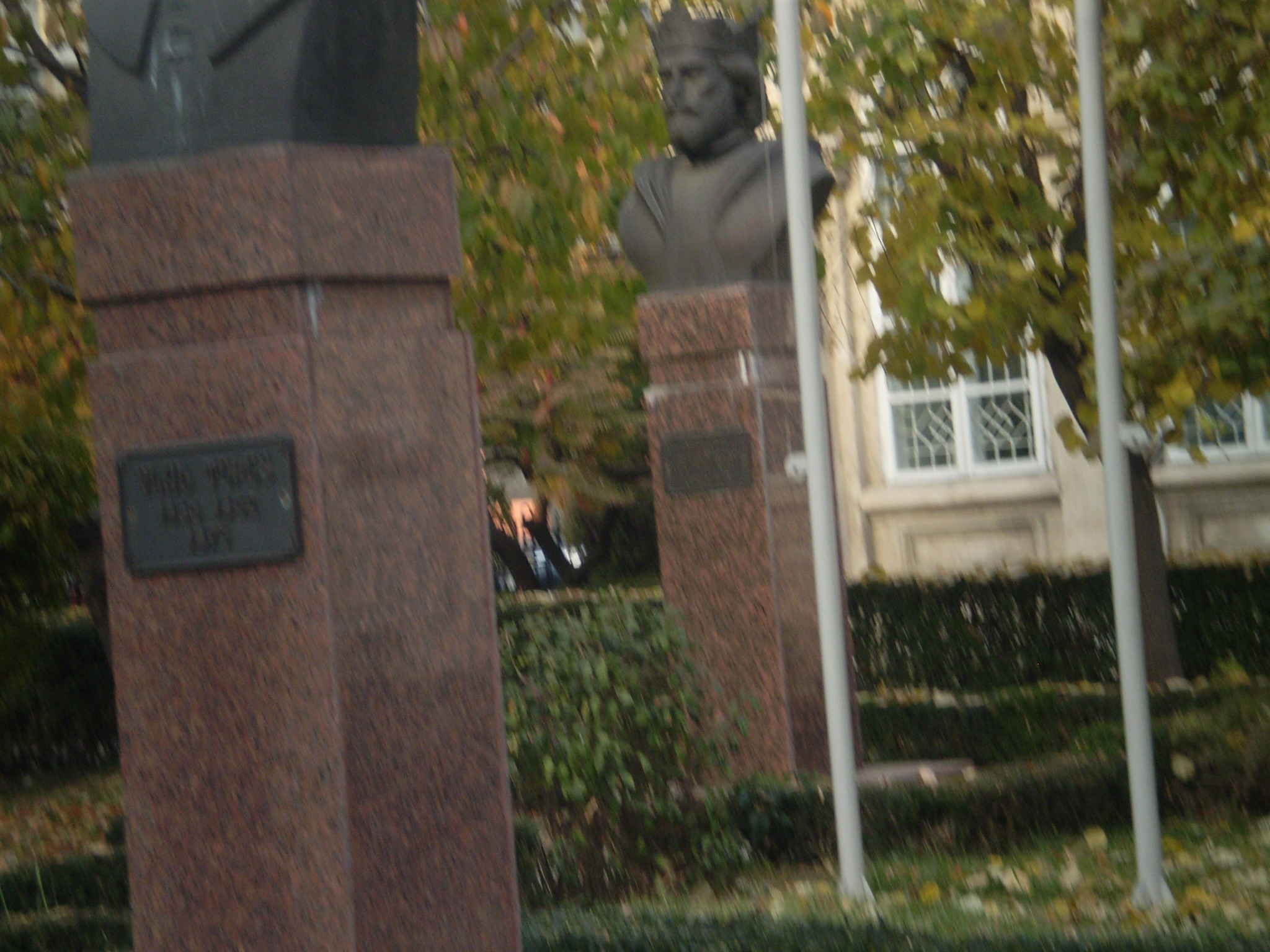
Bustul lui Mircea cel Bătrân

## Bustul lui Ion Negulici
Pictorul, prefectul și pașoptistul Ion Negulici (1812 - 1851), are un bust din marmură amplasat pe strada M. Kogâlniceanu lângă intrarea actorilor de la Teatrul Toma Caragiu din Ploiești . 

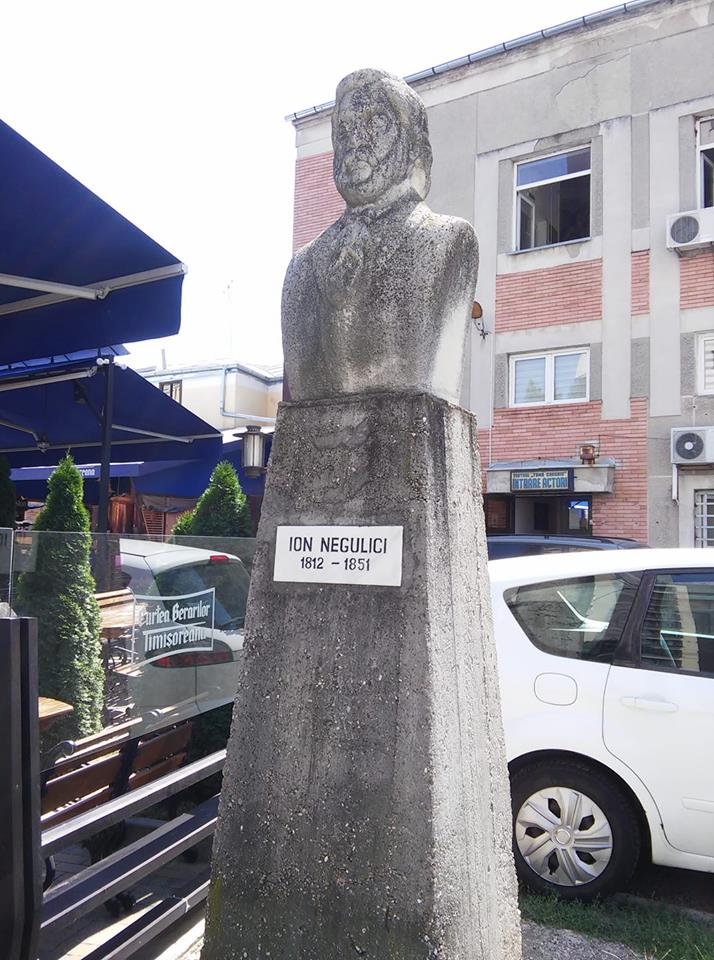
Bust Ion Negulici

## Bustul lui Ilie Oană
Unul dintre cei mai mari fotbaliști și antrenori români a fost fără îndoială și Ilie Oană, cel care și-a legat numele de echipa Petrolul Ploiești și de orașul Ploiești, de aceea ploieștenii au numit cel mai mare stadion al orașului Ilie Oană iar la intrarea stadionului se găsește un bust al marelui sportiv.

## Bustul lui Ronald Reagan
Bustul fostului președinte al Statelor Unite ale Americii (1980 - 1988), Ronald Reagan, se află amplasat pe Bulevardul Independenței, în curtea Casei Căsătoriilor. 

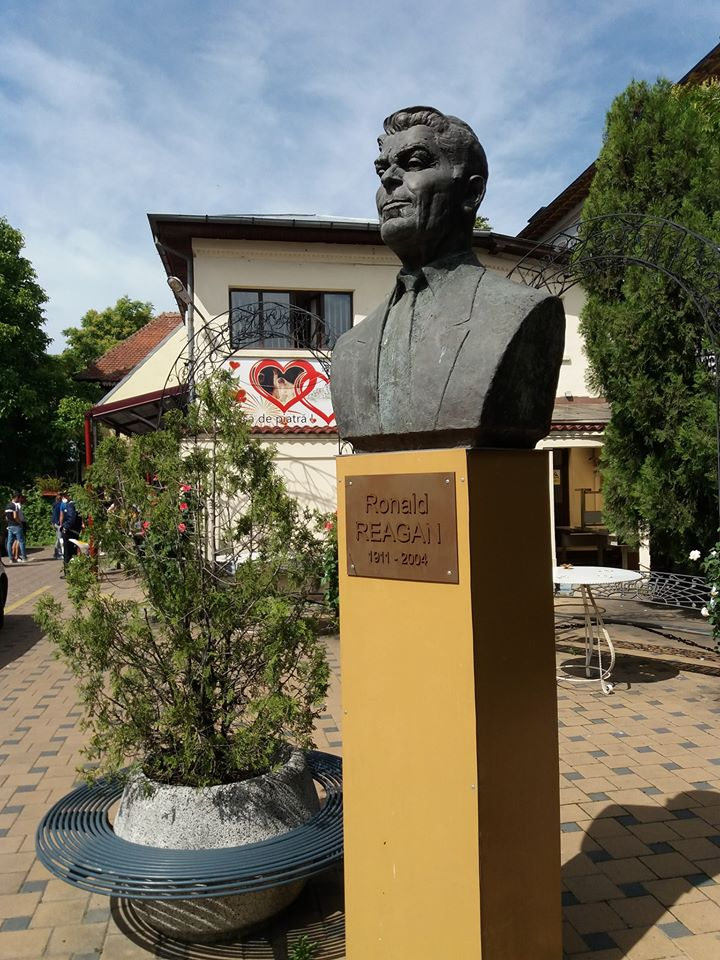
Bust Ronald Reagan

## Bustul lui Anghel Saligny
Dezvelit în anul 2017, bustul ing. Anghel Saligny (realizat din bronz de sculptorul George Dimitriu), constructor și vizionar al industriei petroliere românești, monumentul se află amplasat în fața impunătorului sediu al Conpet S.A. din orașul aurului negru.

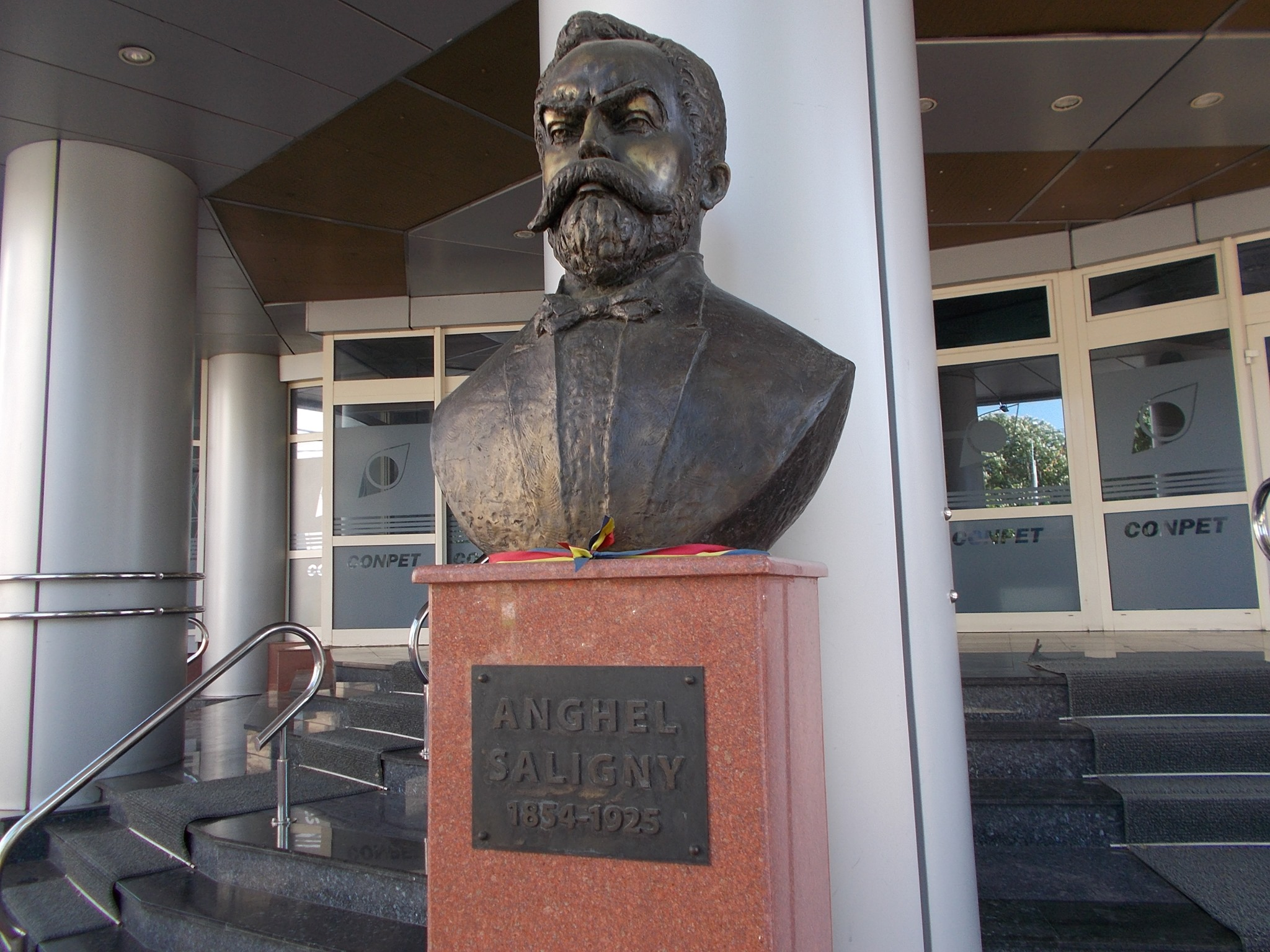
Bust Anghel Saligny

## Bustul lui Nicolae Simache
A fost dezvelit în anul 2007, la comemorarea a 35 de ani de la moartea profesorului emerit Nicolae Simache și se află amplasat chiar în curtea Muzeului Ceasului din orașul său de suflet, Ploiești.

## Bustul lui Toma T. Socolescu
A fost dezvelit în anul 2010, cu prilejul comemorării a jumătate de secol de la trecerea în nefființă a marelui arhitect, profesor și primar ploieștean Toma T. Socolescu. Este amplasat chiar în fața Halelor Centrale, una din realizările sale. 

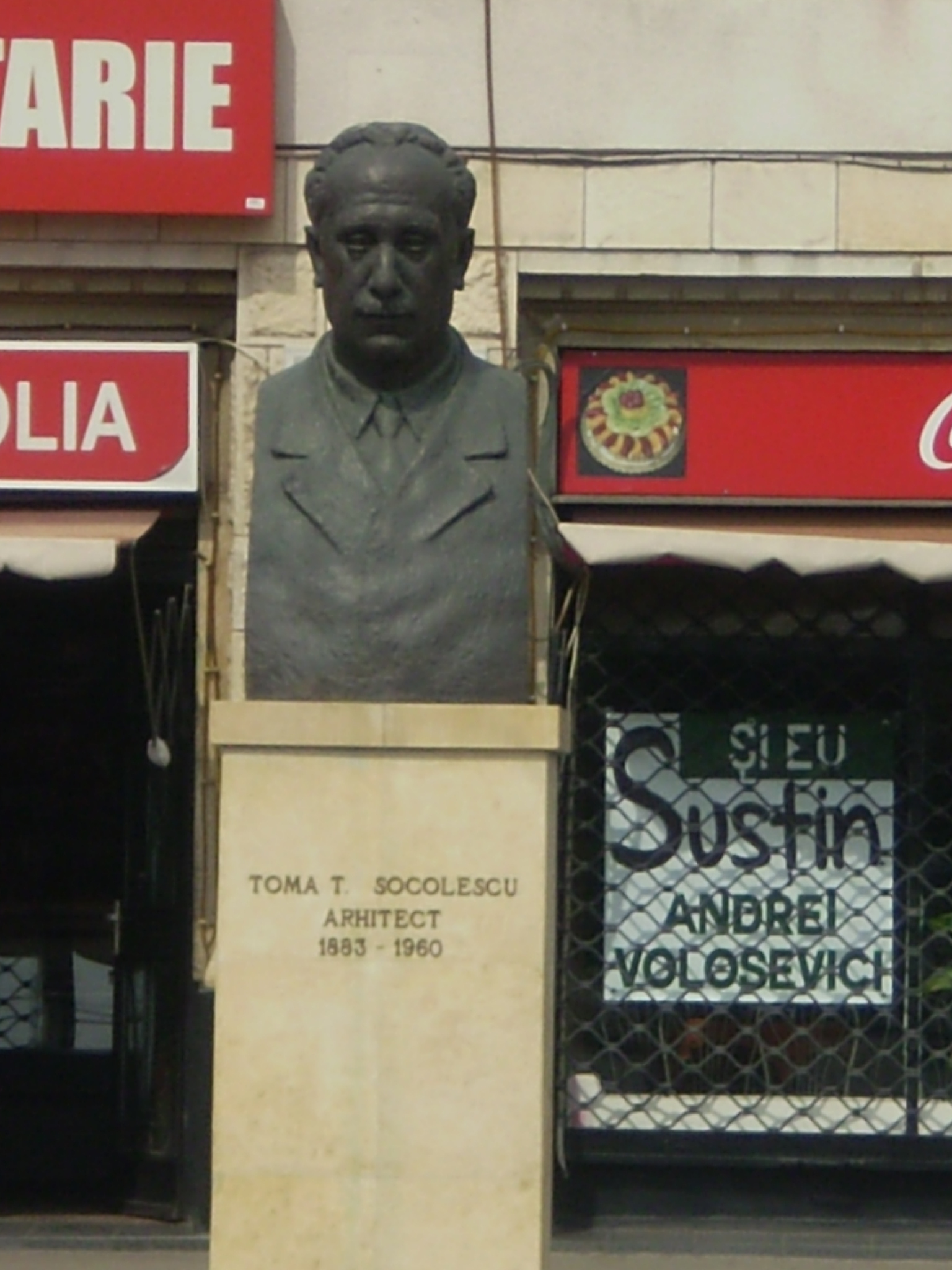
Bust Toma T. Socolescu

## Bustul lui Toma T. Socolescu(2)
Cel de-al doilea bust  al lui Toma T. Socolescu se află amplasat în holul Bibliotecii Județene Nicolae Iorga din Palatul Culturii.

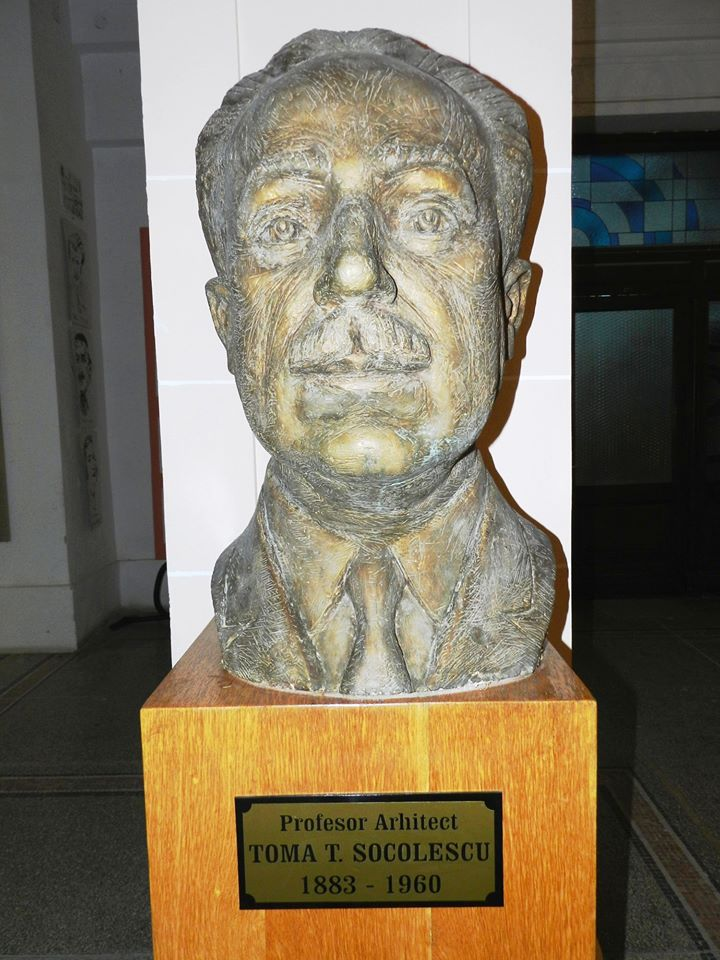
Bust Toma T. Socolescu

## Bustul lui Radu Stanian

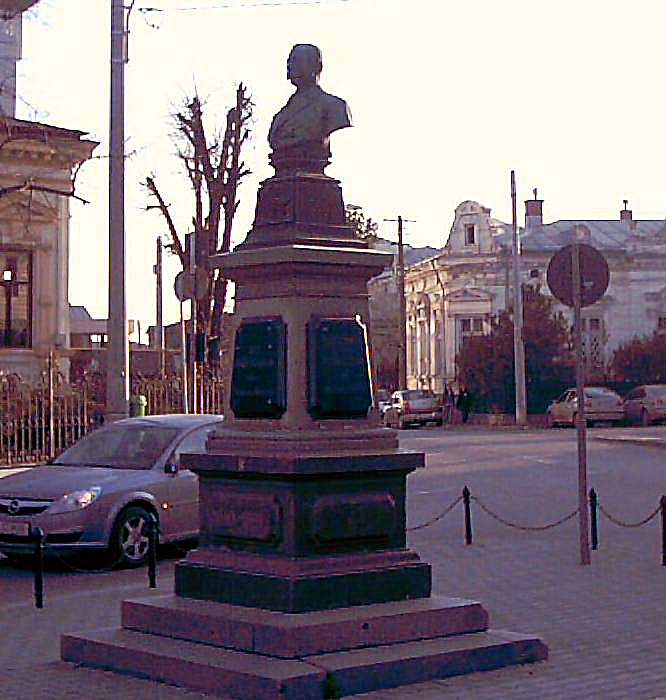
Bustul lui Radu Stanian

Pe partea dreaptă a Bulevardului Independenței, într-o piațetă creată de întretăierea a două străzi, se găsește bustul de bronz al lui Radu Stanian (1840 - 1897), avocat ploieștean, om politic liberal de nuanță radicală, participant la toate marile evenimente ale vremii lui, printre care luptele electorale din 1869 și mișcarea antidinastică din 1870. A fost deputat și senator, adesea în opoziție, și în mai multe rânduri primar al orașului, de numele lui legându-se multe realizări edilitare.
La câțiva ani după moartea sa, prietenii au luat inițiativa ridicării unui bust, inițiativă care a găsit mulți susținători și donatori. Realizator a fost artistul Themistocle Vidali (1873 - 1940), care, după cursurile primare și cele comerciale absolvite la Ploiești, a studiat sculptura la Școala de Belle-Arte din București, desăvârșindu-și studiile la München (cu von Rumen) și la Roma (cu Ettore Ferrari).

## Bustul lui Nichita Stănescu

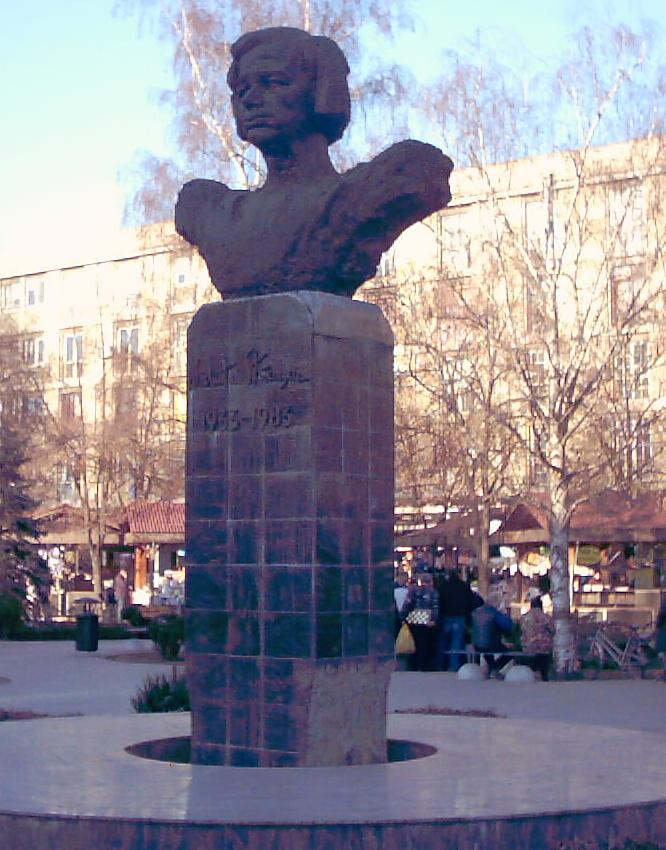
Bustul lui Nichita Stănescu

Este cel mai nou din zestrea de monumente a Ploieștilor, amplasat în parcul din fața librăriei „Nichita Stănescu”. Lucrarea a fost încredințată sculptorului Ștefan Macovei, care, la 12 iunie 1996, înfățișa ploieștenilor macheta operei sale. După mari eforturi, monumentul a fost inaugurat la 24 septembrie 1999, în prezența ctitorilor, a oficialităților locale, a artistului, a unor personalități ale culturii românești.
Bustul este turnat din bronz și sudat de fierul beton al structurii de rezistență a monumentului. Soclul este înconjurat de solul cu flori din mijlocul unei platforme circulare.

## Bustul lui Vlad Țepeș
Bustul domnitorului Țării Românești, Vlad Țepeș se găsește amplasat în curtea Muzeului Județean de Istorie și Arheologie Prahova.

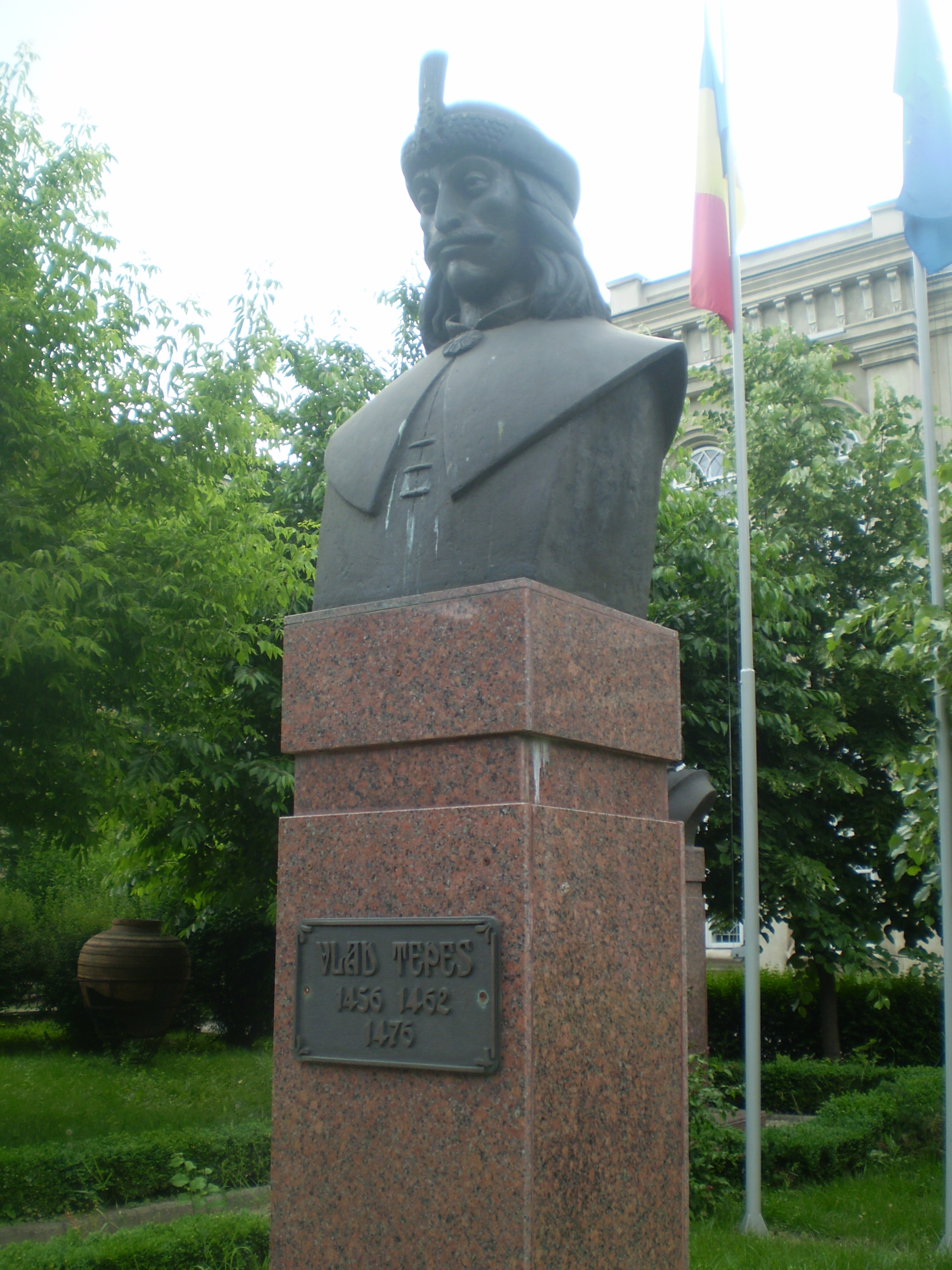
Bust Vlad Țepeș